# 岡村喜万太
岡村 喜万太（喜萬太、おかむら きまた、1860年9月18日（万延元年8月4日） - 1921年（大正10年）9月3日）は、明治から大正時代の政治家。実業家。大地主。貴族院多額納税者議員。

## 経歴
肥後国玉名郡腹赤村（熊本県玉名郡腹赤村、腹栄村を経て現長洲町）出身。岡村嘉藤太の長男として生まれ、1883年（明治16年）10月に家督を相続する。
農業を営み、腹赤貯蓄合名会社代表社員を務めた。ほか1896年（明治29年）以降、熊本県会議員、玉名郡会議員を歴任した。
1901年（明治34年）に熊本県多額納税者として補欠選挙で貴族院議員に互選され、同年9月16日から1904年（明治37年）9月28日まで務めた。

## 親族
- 長男：岡村喜内（熊本県多額納税者）[4]
- 二男：喜久太（妻のマキは衆議院議員松村時次二女）[1]
- 五女：ミネ（松村時次の二男の妻）[5]